# Country (película)
Country es una película dramática estadounidense de 1984 que describe el juicio de una familia rural mientras luchan por mantener su granja durante los tiempos económicos difíciles experimentados por las granjas familiares en la década de los 80. El film fue escrito por William D. Wittliff, y protagonizado por Jessica Lange y Sam Shepard. Lange, que también era productora de la película, fue nominada al Óscar a la mejor actriz y al Globo de Oro.
El film fue dirigido por Richard Pearce, y rodado en Dunkerton y Readlyn Iowa. 
El por entonces presidente de los Estados Unidos Ronald Reagan dijo en su diario que esta película que "fue un mensaje de propaganda flagrante contra nuestros programas agrícolas". Algunos miembros del Congreso tomó la película tan en serio que Jessica Lange fue llevada ante un panel del Congreso para testificar como experta en vivir en granjas familiares.
Country fue una de las cuatro películas de 1984, junto a Cuando el río crece y En un lugar del corazón, que retrata la vida de una familia rural.

## Argumento
Gilbert "Gil" Ivy (Sam Shepard) y su esposa Jewell (Jessica Lange) han trabajado en la granja familiar de Jewell durante años, y su padre Otis (Wilford Brimley) no quiere ver su granja familiar perdida por la ejecución hipotecaria. Sin embargo, los bajos precios de los cultivos, los intereses de los préstamos de la FHA, la presión de la FHA para reducir tanto el préstamo como los gastos operativos, y un tornado ejercen presión sobre la familia en dificultades mientras enfrentan dificultades y la posibilidad de perder su hogar y su sustento.

## Reparto
- Jessica Lange como Jewell Ivy
- Sam Shepard como Gilbert "Gil" Ivy
- Wilford Brimley como Otis
- Matt Clark como Tom McMullen
- Therese Graham como Marlene Ivy
- Levi L. Knebel como Carlisle Ivy
- Jim Haynie como Arlon Brewer
- Sandra Seacat como Louise Brewer
- Alex Harvey como Fordyce
- Stephanie Stacie-Poyner como Missy Ivy